# Tojo (Hyogo)
Tōjō (東条町, Tōjō-chō) was een gemeente in het district Kato van de prefectuur Hyogo, Japan.
In 2003 had de plaats naar schatting 7.263 inwoners en een bevolkingsdichtheid van 144,34 bewoners per km². Het totale gebied besloeg 50,32 km².
Op 20 maart 2006 werd deze plaats samen met Yashiro en Takino samengevoegd tot de nieuwe stad Kato.